# Systémique
Pour les articles homonymes, voir Systémique (homonymie).
 (octobre 2013).
Si vous disposez d'ouvrages ou d'articles de référence ou si vous connaissez des sites web de qualité traitant du thème abordé ici, merci de compléter l'article en donnant les références utiles à sa vérifiabilité et en les liant à la section « Notes et références ».
La systémique est une manière de définir, étudier, ou expliquer tout type de phénomène, qui consiste avant tout à considérer ce phénomène comme un système : un ensemble complexe d’interactions, souvent entre sous-systèmes, le tout au sein d'un système plus grand. Elle se distingue des approches traditionnelles qui s'attachent à découper un système en parties sans considérer le fonctionnement et l'activité de l'ensemble, c'est-à-dire le système global lui-même.
La systémique privilégie ainsi une approche globale, macroscopique, holistique ou synthétique ; elle observe et étudie un système selon diverses perspectives et à différents niveaux d'organisation ; et surtout elle prend en compte les diverses interactions existantes entre les parties du système (dont d'éventuels sous-systèmes).
Apparue progressivement au milieu du XXe siècle, la systémique s'est construite en opposition à la tradition analytique cartésienne et à d'autres formes de réductionnisme, qui tendent à découper le tout en parties indépendantes et montraient leurs limites dans la compréhension de la réalité. Sont historiquement distinguées deux grandes phases, souvent dites « première » et « deuxième » systémiques :
- La première systémique, des années 1950 à 1970, est souvent considérée comme statique, centrée autour des systèmes théoriques fermés étudiés en France par le structuralisme, aux États-Unis par la cybernétique et la théorie de l'information ;
- La deuxième systémique, à partir des années 1970, naît avec l'apparition des concepts d'émergence et d'auto-organisation, et débouche sur une conception plus ouverte et appliquée des systèmes complexes.

Le terme systémique est forgé à partir du grec ancien σύστημα / sústema, « ensemble organisé ».

## Éclairage
Les principes de la systémique s'appliquent donc à tous les domaines : technologie, science, informatique, psychologie, neurosciences, management, etc. L'approche systémique facilite la modélisation car elle se concentre entièrement sur la caractérisation des échanges de l'élément étudié, en termes qualitatifs et quantitatifs.

## Historique
L'abbé Étienne Bonnot de Condillac (1715-1780), dans son ouvrage intitulé Traité des Systèmes (1749), dresse un cadre de ce qui va devenir l'approche systémique. Ses exemples concernent la science politique.
En 1906, l'économiste Vilfredo Pareto introduisait la notion de théorie systémique dans l'un de ses ouvrages d'économie politique : Manuel d'économie politique. Il serait cependant abusif d'en faire le fondateur de cette orientation théorique. On pourrait également se référer à l'article Système de Vauban dans l'Encyclopédie de Diderot et D'Alembert.
Le mot systémique n'apparaît cependant qu'au milieu du XXe siècle et découle de la théorie systémique (ou théorie des systèmes) qui est l'une des bases de la systémique. On distingue couramment deux systémiques, c'est-à-dire deux apports successifs à l’approche systémique :
- La première systémique, née du structuralisme, de la cybernétique, de la théorie de l’information et de l’analyse des systèmes de Ludwig von Bertalanffy et apparue dans les années 1950 : elle est centrée sur les concepts de structure, d’information, de régulation, de totalité et d’organisation. Le concept essentiel est sans doute ici celui de régulation, tel qu’il est défini à travers la notion de boucle de rétroaction.
- La deuxième systémique, née dans les années 1970 et 1980, et intégrant deux autres concepts essentiels : la communication et l’auto-organisation (ou autonomie). À la base du concept d’auto-organisation, on trouve celui de système ouvert développé par Bertalanffy : un système ouvert est un système qui, à travers ses échanges de matière, d’énergie et d’information, manifeste la capacité de s’auto-organiser. La propriété d’auto-organisation existe déjà dans le monde physique, comme l’a montré Ilya Prigogine avec les structures dissipatives (d’énergie). Si l’auto-organisation respecte bien le second principe de la thermodynamique (dans la mesure où elle ne concerne que les systèmes ouverts, capables de créer des boucles de néguentropie, donc essentiellement les êtres vivants, mais aussi les systèmes organisationnels et sociaux), en revanche elle contredit les lois déterministes, qui ne s’appliquent complètement qu’aux systèmes physiques ou chimiques.

### Courants précurseurs
L'étude formelle des systèmes est apparue au XIXe siècle avec la naissance de l'industrie. C'est à ce moment-là que furent conceptualisées les notions de régulation et de contrôle, essentielles au fonctionnement sans risque des machines à vapeur. Dès la fin de ce siècle, l'intégration en sciences humaines et sociales de logiques plus vastes apparaît avec le holisme en sociologie, approche de l'individu à travers les logiques sociales, et la notion de système en linguistique chez Saussure (analyse du signe linguistique dans ses relations avec d'autres signes, ou théorie de la valeur du signe).
La réunion des différentes approches est notamment catalysée par les conférences Macy qui réunissent des spécialistes dans des domaines très variés (des mathématiques à la neuropsychiatrie en passant par l'hypnose). Elles commencent en 1942 par l'étude des mécanismes de causalité circulaire pour tenter d'en dégager un principe généralisé, alors décrit comme ce qui serait une « science générale du fonctionnement de l'esprit ». Après cette réunion fondatrice, un premier cycle de ces conférences (de 1946 à 1948) donne l'impulsion à Norbert Wiener pour formaliser la cybernétique en 1948. Cette schématisation mathématique de la théorie de la communication influencera considérablement tous les domaines des sciences et reste très présente sous cette forme première en électronique, en informatique ou encore en robotique.
Pour comprendre l'intérêt de cette évolution, il faut se rappeler que depuis René Descartes (et même déjà depuis Aristote), la recherche scientifique est fondée sur le postulat de la causalité : les phénomènes du monde peuvent être expliqués par un enchaînement de causalités. Si un phénomène apparaît d'abord comme trop complexe, il suffit de le décomposer en plusieurs enchaînements de causalités. Cette démarche est ce que l'on peut appeler une démarche analytique. Avec la théorie systémique, la démarche est totalement différente. On admet la téléologie (étude de la finalité) comme un postulat opératoire. On va donc représenter ce que l'on ne comprend pas dans un phénomène que l'on cherche à étudier sous l'aspect d'une boîte noire. Cette boîte noire est considérée comme un phénomène actif dont on connaît le comportement mais non le fonctionnement. Dans la mesure où l'on peut connaître les informations entrant dans cette boîte noire et que l'on en connaît les réactions (informations sortantes), on peut en déduire une rétroaction (feed-back) informationnelle (fonction de transfert) qui va permettre progressivement de décrire le système de commande de la boîte noire.
Outre la cybernétique (très médiatisée aux États-Unis), cette même époque voit émerger d'autre courants très proches : les sciences de la communication et de la commande de Norbert Wiener et Claude Shannon, la computation de Alan Turing, les organisations sociales de Herbert Simon et la complexité de Warren Weaver. Tous peuvent être vus comme des prémices de la systémique.
Un deuxième cycle de conférences (de 1949 à 1953) se rapporte surtout à l'étude de l'évolution des systèmes dynamiques. On parle d'une « cybernétique de 2e génération » qui contient déjà beaucoup d'éléments constitutifs de la systémique ; mais il manque encore l'expression unifiée de la façon dont l'ensemble des systèmes étudiés peuvent s'imbriquer (bien que l'idée ait toujours été sous-jacente).
Dans le domaine des sciences humaines, dès 1952 les principes émergeant de la systémique sont déjà appliqués à la communication sociale. Il s'agit de recherches effectuées par un collège de participants qui sera appelé plus tard l'École de Palo Alto. Ce courant reste toujours très proche de la naissance de la systémique (son initiateur, Gregory Bateson, est d'ailleurs l'un des participants des conférences Macy). Pourtant, bien qu'étroitement lié, il a la particularité de s'être constitué parallèlement, ce qui se retrouve dans une terminologie qui renvoie majoritairement à la théorie systémique, donc aux bases constitutives, plus qu'à la systémique elle-même.

### Structuralisme
Le structuralisme est un ensemble de courants de pensée holistes apparus principalement en sciences humaines et sociales au milieu du XXe siècle, ayant en commun l'utilisation du terme de structure entendue comme modèle théorique (inconscient, ou non empiriquement perceptible) organisant la forme de l'objet étudié pris comme un système, l'accent étant mis moins sur les unités élémentaires de ce système que sur les relations qui les unissent. La référence explicite au terme de structure, dont la définition n'est pas unifiée entre ces différents courants, s'organise progressivement avec la construction institutionnelle des sciences humaines et sociales à partir de la fin du XIXe siècle dans la filiation positiviste ; elle reste l'apanage de la linguistique et de la phonologie jusqu'à sa généralisation après 1945.
La définition descriptive commune du structuralisme retient principalement le mouvement français de tendance sémiologique et formaliste des années 1950 et 1960 (linguistique, critique littéraire, psychanalyse, sciences sociales notamment),, mais le structuralisme est parfois considéré sur l'histoire de plus longue durée comme une étape contemporaine des théories de la connaissance, dans la généalogie des philosophies de la forme, depuis Aristote jusqu'à Leibniz, Kant, Goethe, Husserl notamment,, et des modèles scientifiques holistes qui vont déboucher sur la systémique.

### Cybernétique
« Cybernétique » est le nom choisi par le mathématicien Norbert Wiener pour désigner la représentation de « ce qui dirige », dans le sens de l'identification de la logique sous-jacente, du mécanisme de communication qui induit qu'une chose se passe ou non. Surdoué aux centres d'intérêt nombreux et variés, participant aux prémices de la robotisation et de l'électronique, il est l'un des participants des conférences Macy (voir section Courants précurseurs). Il est connu pour sa faculté à pouvoir tout schématiser, et sera donc celui à qui incombe la tâche de formaliser un langage de représentation des mécanismes de la communication en général.
Il le fera dans Cybernetics or Control and Communication in the Animal and the Machine paru en 1948 qui établit ainsi une science générale de la régulation et des communications dans les systèmes naturels et artificiels et propose pour la première fois d'élever l'idée de la boîte noire au rang de concept instrumental de la modélisation scientifique. Il la nomme cybernétique en référence au grec kubernêtikê (ce qui dirige), terme que Platon utilisait pour désigner le pilotage d’un navire. Il déplora ensuite ne pas avoir eu connaissance de l'utilisation faite par André-Marie Ampère du terme dans le sens dérivé de l'art de gouverner les hommes.
La cybernétique se concentre sur la description des relations entretenues avec l'environnement. Pour cela, il faut identifier les structures communicantes de l'objet étudié (machine, animal ou autre), en se concentrant exclusivement sur l'effet externe (sans considérer les raisons internes de ces effets d'où la schématisation en boîte noire). La représentation se fait en utilisant uniquement quelques briques élémentaires :
- les affecteurs (ou capteurs) qui représentent la perception des modifications de l’environnement ;
- les effecteurs, les moyens d’action sur l’environnement ;
- la boîte noire, élément structurel dont le fonctionnement interne est ignoré et qui n’est considéré que sous l’aspect de ses entrées et de ses sorties ;
- les boucles de rétroactions (ou feed-back) : on constate une boucle de rétroaction lorsque la grandeur de sortie d’une boîte noire réagit sur la grandeur d’entrée, selon un processus de bouclage. Dans ce dernier cas, on n’a plus seulement affaire à une simple relation de cause à effet, mais à une causalité non linéaire, plus complexe, où l’effet rétroagit sur la cause. Il existe deux sortes de rétroactions : la rétroaction positive (amplificateur) et la rétroaction négative (compensateur).

Le rôle de la cybernétique est donc ensuite de prévoir selon cette représentation l'évolution de son comportement dans le temps. Elle a ainsi permis de faire émerger les bases scientifiques d’une analyse rigoureuse des concepts d’organisation et de commande.

### Théorie de l’information
La théorie de l'information schématise la communication ainsi : toute information est un message envoyé par un émetteur à un récepteur en fonction d’un code déterminé. Claude Shannon choisit, pour théoriser l’information, de faire abstraction de la signification des messages. C’est un point de vue de théoricien, mais aussi d’ingénieur : le contenu du message n’a pas en soi d’incidence sur les moyens de le transporter. Seule compte une quantité d’information à transmettre, mesurable selon la théorie de Shannon (et qui ne correspond pas à ce que nous entendons dans le langage courant par « quantité d'information »). L’objectif de Shannon, ingénieur à la compagnie téléphonique (BELL), était d'utiliser le plus efficacement possible les canaux de transmission.
La théorie de l’information de Claude Shannon regroupe les lois mathématiques concernant le transfert de signaux dans des canaux matériels dotés d'un rapport signal/bruit. Cette théorie est applicable à la transmission des signaux artificiels aussi bien qu’à la linguistique ou au système nerveux. Le problème de son application aux langues vernaculaires est qu’elle se fait au détriment du sens et du contexte culturel.
Elle conduit aussi à des paradoxes : « Médor est un chien » contient moins de bits d'information au sens technique que « Médor est un quadrupède », et véhicule pourtant bien plus d'information sémantique, puisque tous les chiens sont des quadrupèdes (alors que tous les quadrupèdes ne sont pas des chiens).

### Émergence de la systémique
C'est en 1968 qu'est théorisé le fonctionnement global des systèmes biologiques dans l'ouvrage General System Theory, ouvrage reconnu depuis comme l'élément fondateur de la systémique bien que les bases soient multiples, la principale étant certainement le mouvement cybernétique. Biologiste de formation, savant aux intérêts variés, Bertalanffy s’intéresse tôt à la conception de l’organisme comme système ouvert. Il participe à l’émergence d'une théorie « holiste » de la vie et de la nature. Son approche de la biologie sera à la base de sa théorie générale des systèmes. Dans ce cadre, le scientifique est amené à explorer divers champs d’application de sa théorie – psychologie, sociologie ou histoire – comme autant de « niveaux d’organisation ». À travers le principe de système ouvert (qu'il a introduit en 1937), il présente une « interaction dynamique » des systèmes qui permet de théoriser un lien avec un système général (qui inclut la complexité induite par leurs interactions). Il réintègre aussi des domaines d'influences variés qui vont ancrer les bases de la systémique au-delà de la simple influence du mouvement cybernétique. Le paradigme systémique considère de façon indissociable les éléments des processus évolutifs qui les assemblent de manière non linéaire ou aléatoire, en des systèmes dits complexes. La « théorie générale des systèmes » constitue essentiellement un modèle pouvant s’illustrer dans diverses branches du savoir, par exemple la théorie de l’évolution.
On peut distinguer trois niveaux d’analyse :
- La science des systèmes, consistant à la fois en une étude des systèmes particuliers dans les différentes sciences et une théorie générale des systèmes comme ensemble de principes s’appliquant à tous les systèmes. L’idée essentielle ici est que l’identification et l’analyse des éléments ne suffisent pas pour comprendre une totalité (comme un organisme ou une société) ; il faut encore étudier leurs relations. Bertalanffy s’est attaché à mettre en lumière les correspondances et les isomorphismes des systèmes en général : c’est tout l’objet d’une théorie générale des systèmes.
- La technologie des systèmes, concernant à la fois les propriétés des matériels et les principes de développement des logiciels. Les problèmes techniques, notamment dans l’organisation et la gestion des phénomènes sociaux globaux (pollutions écologiques, réformes éducation, régulations monétaires et économiques, relations internationales), constituent des problèmes incluant un grand nombre de variables en interrelation. Des théories « globales » comme la théorie cybernétique, la théorie de l’information, la théorie des jeux et de la décision, la théorie des circuits et des files d’attente, etc., en sont des illustrations. De telles théories ne sont pas « fermées », spécifiques, mais au contraire interdisciplinaires.
- La philosophie des systèmes, promouvant le nouveau paradigme systémique, à côté du paradigme analytique et mécaniste de la science classique. La systémique constitue, selon les propres termes de Bertalanffy, « une nouvelle philosophie de la nature », opposée aux lois aveugles du mécanisme, au profit d’une vision du « monde comme une grande organisation ». Une telle philosophie doit par exemple soigneusement distinguer systèmes réels (une galaxie, un chien, une cellule), qui existent indépendamment de l’observateur, systèmes conceptuels (théories logiques, mathématiques), qui sont des constructions symboliques, et systèmes abstraits (les théories expérimentales), comme sous-classe particulière des systèmes conceptuels qui correspondent à la réalité. À la suite des travaux sur la psychologie de la forme et les déterminismes culturels, la différence entre systèmes réels et systèmes conceptuels est loin d’être tranchée. Cette ontologie des systèmes ouvre donc sur une épistémologie, réfléchissant sur le statut de l’être connaissant, le rapport observateur/observé, les limites du réductionnisme, etc. L’horizon ultime est alors de comprendre la culture comme un système de valeurs dans lequel l’évolution humaine est enchâssée.

Il s'ensuivra une série d'ouvrages américains qui seront considérés comme des classiques sur le sujet : Systems Approach de C. West Churchman, Systems Analysis de J. Van Court Hare, System Theory de L. Zadeh, System Dynamics de J. Forrester et Management System de C. Schoderbeck. Les références sont depuis innombrables, et parfois divergentes selon les domaines d'étude. Malgré l'importance que peuvent avoir les évolutions de la théorie depuis l'œuvre de Bertalanffy, le manque de recul fait qu'aucune autre référence n'est unanimement reconnue.

### Systémique de3egénération
Face aux difficultés rencontrées dans l'application de la cybernétique aux systèmes sociaux, que sont les entreprises ou les organisations en général, Karl E. Weick (USA) et Peter Checkland (Angleterre) jetèrent dans les années 1970 les bases d'une « systémique de 3e génération », entièrement axée sur les systèmes sociaux. Bien que s'en réclamant, cette théorie est loin d'avoir eu l'effet d'un mouvement de pensée contrairement aux sources sur lesquelles elle s'appuie.

## Notion de système

### Historique
Le concept moderne de système date des années 1940. Il est dû à l’apport de différents personnages. Outre Ludwig von Bertalanffy, Norbert Wiener, Claude Shannon, dont nous venons de parler, il faut aussi évoquer :
- Warren McCulloch : à l’origine neuropsychiatre, il étend ses recherches aux mathématiques et à l’ingénierie. Pionnier de la théorie moderne des automates, il est le premier à comparer le fonctionnement en réseau des composantes d’une machine à celui des neurones dans le cerveau. Il engage des travaux importants sur l’intelligence artificielle et fonde une nouvelle science, la bionique.
- Jay Wright Forrester : ingénieur en électronique, il élargit à partir de 1960 le champ d’application de la nouvelle théorie des systèmes à la dynamique industrielle, puis élabore une « dynamique générale des systèmes » (Voir Dynamique des systèmes).
- Herbert A. Simon : Prix Turing (1975) et « prix Nobel d'économie » (1978), Herbert Simon a développé une vision de l'organisation, de la cognition et de l'ingénierie largement inspirée de la théorie de systèmes. Refusant la dichotomie entre science pure et science appliquée, son œuvre se situe à l'interface de l'informatique, de l'économie, de la psychologie et de la biologie. Il fut parmi les premiers théoriciens de la rationalité limitée des agents économiques et administratifs. Traquant « la forme ordonnée cachée dans l'apparent désordre », Simon a postulé que la distinction entre artificiel et naturel n'est pas opérante au niveau des modes de traitement de l'information par des systèmes complexes (cerveau ou ordinateur), dont l'organisation est assurée par des règles formelles d'adaptation à leur environnement. En 1956, Herbert A. Simon a réalisé avec Allen Newell ce qui est généralement considéré comme le premier système informatique d'intelligence artificielle (Logic theorist, pour la RAND Corporation).

La nouvelle approche des systèmes se développe aux États-Unis pour répondre à des problèmes divers : mise au point d’instruments de guidage des missiles, modélisation du cerveau humain et du comportement, stratégie des grandes entreprises, conception et réalisation des premiers grands ordinateurs…

### Quatre concepts fondamentaux
Quatre concepts sont fondamentaux pour comprendre ce qu’est un système :
- L’interaction (ou l’interrelation) renvoie à l’idée d’une causalité non linéaire. Ce concept est essentiel pour comprendre la coévolution et la symbiose en biologie. Une forme particulière d’interaction est la rétroaction (ou feed-back) dont l’étude est au centre des travaux de la cybernétique.
- La totalité (ou la globalité). Si un système est d’abord un ensemble d’éléments, il ne s’y réduit pas. Selon la formule consacrée, le tout est plus que la somme de ses parties. Bertalanffy montre, contre l'avis de Russell qui rejette le concept d'organisme, « qu'on ne peut obtenir le comportement de l'ensemble comme somme de ceux des parties et [qu'on doit] tenir compte des relations entre les divers systèmes secondaires et les systèmes qui les coiffent [pour] comprendre le comportement des parties ». Cette idée s’éclaire par le phénomène d’émergence : au niveau global, apparaissent des propriétés non déductibles des propriétés élémentaires, ce qu’on peut expliquer par un effet de seuil.
- L’organisation est le concept central pour comprendre ce qu’est un système. L’organisation est l’agencement d’une totalité en fonction de la répartition de ses éléments en niveaux hiérarchiques. Selon son degré d’organisation, une totalité n’aura pas les mêmes propriétés. On arrive ainsi à cette idée que les propriétés d’une totalité dépendent moins de la nature et du nombre d’éléments qu’ils contiennent que des relations qui s’instaurent entre eux. On peut donner deux exemples :
  - les isomères sont des composés chimiques de même formule et de même masse, mais ayant des agencements structurels différents et, de ce fait, des propriétés différentes.
  - les cerveaux humains possèdent tous à peu près le même nombre de neurones, mais ce qui va décider des différentes aptitudes, c’est la nature et le nombre de relations entre eux dans telle ou telle aire. On peut dire que, en s’organisant, une totalité se structure (une structure est donc une totalité organisée).

L’organisation est aussi un processus par lequel de la matière, de l’énergie et de l’information s’assemblent et forment une totalité, ou une structure. Certaines totalités développent une forme d’autonomie ; elles s’organisent de l’intérieur : on parle alors d’auto-organisation.
Il existe deux sortes d’organisation : l’organisation en modules, en sous-systèmes (qui renvoie aussi à l’organisation en réseaux) et l’organisation en niveaux hiérarchiques. L’organisation en sous-systèmes procède par intégration de systèmes déjà existants, tandis que l’organisation en niveaux hiérarchiques produit de nouvelles propriétés, à chaque niveau supplémentaire. La notion d’organisation retrouve donc celle d’émergence, dans la mesure où c’est le degré d’organisation d’une totalité qui fait passer d’un niveau hiérarchique à un autre, et fait émerger de nouvelles propriétés. L’émergence est la création d’un niveau hiérarchique supérieur.
De manière générale, on s’aperçoit donc que la notion d’organisation recouvre un aspect structurel (comment est construite la totalité) et un aspect fonctionnel (ce que la structure lui permet de faire). On peut représenter une structure par un organigramme, la fonction par un programme.
- La complexité d’un système tient au moins à trois facteurs :
  - le degré élevé d’organisation ;
  - l’incertitude de son environnement ;
  - la difficulté, sinon l’impossibilité, d’identifier tous les éléments et toutes les relations en jeu. D’où l’idée que les lois qui permettent de décrire ce type de système ne conduisent pas à sa reproduction à l'identique, mais à la détermination d'un comportement global caractérisé par une prédictibilité réduite.

### Description d’un système
Sous son aspect structurel, un système comprend quatre composants :
- les éléments constitutifs : on peut en évaluer le nombre et la nature (même si ce n’est qu’approximativement). Ces éléments sont plus ou moins homogènes (ex. automobile : groupe motopropulseur, châssis, habitacle, liaison au sol, carrosserie). Dans une entreprise commerciale, les éléments sont hétérogènes (capitaux, bâtiments, personnel…),
- une limite (ou frontière) qui sépare la totalité des éléments de son environnement : cette limite est toujours plus ou moins perméable et constitue une interface avec le milieu extérieur. C’est par exemple, la membrane d’une cellule, la peau du corps, la carrosserie d'une voiture. La limite d’un système peut être plus floue, ou particulièrement mouvante, comme dans le cas d’un groupe social,
- des réseaux de relations : les éléments sont en effet inter-reliés. Nous avons vu que, plus les interrelations sont nombreuses, plus le degré d’organisation est élevé et plus grande est la complexité. Les relations peuvent être de toutes sortes. Les deux principaux types de relations sont les transports et les communications. En fait, ces deux types peuvent se réduire à un seul, puisque communiquer c’est transporter de l’information, et transporter sert à communiquer (faire circuler) des matériaux, de l’énergie ou de l’information.
- des stocks (ou réservoirs) où sont entreposés les matériaux, l’énergie ou l’information constituant les ressources du système qui doivent être transmises ou réceptionnées.

Sous son aspect fonctionnel, un système comprend :
- des flux de matériaux, d’énergie ou d’informations, qui empruntent les réseaux de relations et transitent par les stocks. Ils fonctionnent par entrées/sorties (ou inputs/outputs) avec l’environnement ;
- des centres de décision qui organisent les réseaux de relations, c’est-à-dire coordonnent les flux et gèrent les stocks ;
- des boucles de rétroaction qui servent à informer, à l’entrée des flux, sur leur sortie, de façon à permettre aux centres de décision de connaître plus rapidement l’état général du système ;
- des ajustements réalisés par les centres de décisions en fonction des boucles de rétroaction et de délais de réponse (correspondant au temps que mettent les informations « montantes » pour être traitées et au temps supplémentaire que mettent les informations « descendantes » pour se transformer en actions).

Il existe deux sortes de systèmes : les systèmes ouverts et les systèmes fermés. Comme leur nom l’indique, les systèmes ouverts ont plus d’échanges avec leur environnement, les systèmes fermés jouissent d’une plus grande autonomie (auto-organisation). Évidemment, cette distinction n’est pas tranchée : aucun système n’est complètement fermé sur lui-même, ni complètement perméable. Cette distinction a été introduite par la thermodynamique au milieu du XIXe siècle : un système fermé n'échange rien avec son environnement, pas même de l'énergie, contrairement à un système ouvert, qui échange énergie, matière et information. La notion de système ouvert s’est considérablement élargie avec les travaux sur le vivant de Cannon vers 1930 et de Bertalanffy dans les années 1940. La notion de système fermé est relativement théorique, puisque tout système est plus ou moins ouvert. C'est par contre un concept d'une puissance intellectuelle considérable, puisque s'y applique le premier principe de la thermodynamique, à savoir la conservation de l'énergie, pilier fondamental de la physique.

### Conservation des systèmes: état constant et homéostasie
La fonction première d’un système est sa propre conservation. Un système doit rester dans un état constant, orienté vers un optimum. Or, une des caractéristiques des systèmes qui « fonctionnent » est qu’ils sont tous dans un état de déséquilibre thermodynamique, dans la mesure où ils ne cessent d’échanger de l’énergie avec leur environnement. Ils se retrouvent donc obligés de se maintenir dans un état constant, caractérisé par une relative stabilité au sein même de laquelle existent des déséquilibres provoqués par les flux d’entrées et de sorties. L'image mécanique pour comprendre cette dynamique interne du système est celle du vélo qui doit avancer pour être en état d'équilibre dynamique.
Un système se retrouvant dans un état d’équilibre en ayant épuisé tous les échanges possibles avec son environnement a atteint le stade de la « mort thermique » (pour reprendre l’expression de Boltzmann). La loi physique montrant que tous les systèmes fermés finissent tôt ou tard de cette façon s’appelle l’entropie (dit aussi 2e principe thermodynamique).
La conservation d’un état constant est aussi une nécessité des systèmes cybernétiques (qu’ils soient organiques ou artificiels) : leur autorégulation dépend des boucles de rétroaction négatives, qui ont une fonction de contrôle et de stabilisation autour d’une valeur moyenne.
On trouve un processus particulier dans les systèmes vivants : l’homéostasie. L’homéostasie (d’homios, le même, et stasis, l’arrêt, la mise au repos) désigne la capacité d’un système à se maintenir dans un état constant, dans sa forme et ses conditions internes, en dépit des perturbations externes. Dans le cas des animaux, les conditions internes sont nombreuses et dépendent de sous-systèmes (maintien de la température interne, de la pression artérielle, de la teneur en eau et autres substances vitales, etc.). Le terme d’homéostasie est forgé par le physiologiste Walter Cannon dans les années 1920 ; mais la propriété est découverte dès le milieu du XIXe siècle par Claude Bernard, qui décrit les principes de régulation du milieu interne. Théoriquement, un système parfaitement auto-régulé impliquerait de pouvoir revenir à son état initial, à la suite d'une perturbation. Néanmoins, si le monde vivant lutte contre la flèche du temps (tous les êtres vivants créant des boucles de néguentropie provisoires), ils ne reviennent cependant jamais à un état identique, mais évoluent vers un état légèrement différent, qu’ils s’efforcent de rendre aussi proche que possible de leur état initial. C’est pourquoi le système vivant maintient sa forme malgré des échanges avec l’environnement ; c’est également pourquoi sa stabilité n’exclut pas une certaine évolution. En bref, la simple régulation cybernétique pour maintenir un système dans un état constant (comme c’est le cas pour un thermostat) diffère de l’homéostasie qui, malgré son nom, est un processus complexe et autonome d’autorégulation, impliquant un renouvellement des éléments et une réorganisation structurelle autonome.

### Variété d’un système
La variété d’un système est le nombre de configurations ou d’états que ce système peut revêtir. Cette propriété est nécessaire pour éviter la sclérose. Cela dit, la variété du système ne doit pas excéder les capacités de contrôle de ce système, ce que le cybernéticien W. Ross Ashby a exprimé par la loi dite de la variété requise : « Pour contrôler un système donné, il faut disposer d’un contrôle dont la variété est au moins égale à la variété de ce système ».

### Typologie des systèmes
Il existe plusieurs typologies. Citons-en deux :
- La typologie de Jacques Lesourne[11] qui distingue :
  - Les systèmes à états (transformations entrées/sorties, sans régulation interne. Ex : un moteur de voiture).
  - Les systèmes à buts (régulation interne intégrée, capacité d’atteindre des objectifs. Ex : une chambre avec thermostat, une fusée à tête chercheuse).
  - Les systèmes à apprentissage (incluant mémoire, mécanismes de calcul, et capacité de prise de décision et d’adaptation en fonction des données enregistrées et de processus par essais et erreurs. C’est à ce niveau que l’auto-organisation devient possible. Ex : systèmes experts en stratégie économique ou militaire).
  - Les systèmes à décideurs multiples (structure complexe de plusieurs systèmes à buts, s’organisant de manière spontanée (jeux) ou de façon hiérarchique (organisations). Lorsque les hiérarchies sont enchevêtrées en un système encore plus large et complexe, on parle de sociétés).
- La typologie de Jean-Louis Le Moigne[12] qui sépare :
  - Les systèmes-machines, qui relèvent de la mécanique et de l’ingénierie.
  - Les systèmes vivants (et systèmes artificiels complexes), dans lesquels apparaissent les processus de mémorisation, des centres de décision (ou de commande) et de coordination (ou de pilotage).
  - Les systèmes humains et sociaux, avec l’apparition de l’intelligence (ou capacité à traiter des informations symboliques), permettant une auto-organisation par des mécanismes abstraits d’apprentissage et d’invention, mais aussi avec la finalisation (l’intentionnalité), réorganisant tout le système en fonction de fins sélectionnées de manière autonome.

Un type nouveau de système a émergé dans la deuxième moitié du XXe siècle dans le champ des recherches scientifiques sur le chaos déterministe : le système dynamique. La première idée caractérisant ce champ est que, derrière l'apparent désordre, se cache un ordre plus complexe que l'ordre visible. La deuxième idée est que cet ordre se produit par auto-organisation et émergence de nouvelles caractéristiques et propriétés absentes auparavant.

## Outils et domaines d’application

### Outils systémiques
- Le raisonnement analogique : si l’on dépasse la simple idée mathématique d’égalité de rapports, de proportion, l’analogie est le type de raisonnement qui permet de rapprocher des domaines différents. Tenue en suspicion dans la connaissance, elle jouit d’un regain de faveur en partie grâce à la systémique. Les principales formes d’analogie sont :
  - La métaphore.
  - L’isomorphisme : analogie entre deux objets présentant des similitudes structurelles.
  - Le modèle : élaboration d’un cadre théorique, qu’on peut en général schématiser, permettant de décrire et de représenter théoriquement un ensemble de faits. Un modèle peut être constitué à partir d’une métaphore. Par exemple, Antoine Lavoisier, comparant le cœur à un moteur, offre un modèle mécanique de la circulation sanguine.

L’analogie paraît peu fiable au niveau disciplinaire et analytique. En revanche, au niveau interdisciplinaire, elle peut s'avérer particulièrement féconde. Ainsi, elle permet de transposer des notions pertinentes pour un domaine dans d’autres domaines où elles ne le sont pas moins :
- Dans la théorie cinétique des gaz, Ludwig Boltzmann s’inspire des lois statistiques de comportement de populations humaines.
- À partir des années 1950, on utilise le concept d’information en matière génétique.
- Les techniques d’aide à la décision (en matière stratégique) : elles proviennent de la discipline dénommée recherche opérationnelle qui consiste en l’application des méthodes scientifiques d’analyse et des techniques de calcul à l’organisation des opérations humaines. Elles constituent des outils au sein de trois domaines distincts : la combinatoire, l’aléatoire et la concurrence.
  - La combinatoire : elle intervient dès lors qu'il faut combiner, dans le processus de décision, un nombre trop important de paramètres. Ce domaine utilise deux méthodes : l’algorithme, prescription détaillée des opérations à réaliser pour obtenir avec certitude la solution du problème posé ; et la programmation linéaire, cherchant à déterminer les valeurs de variables ou d’activités, en fonction des ressources disponibles, et en vue d’un résultat optimum.
  - L’aléatoire : lorsqu'on a affaire à des situations au dénouement incertain, où la détermination de valeurs précises n’est pas possible, on a recours aux probabilités et aux moyennes.
  - La concurrence : bien souvent, les contraintes tiennent autant à la complexité des paramètres du domaine considéré qu’à la nécessaire prise en compte des décisions de partenaires ou d’adversaires. Cet aspect du processus de décision a été analysé par la théorie mathématique des jeux et du comportement économique, née en 1944 d’un ouvrage de John von Neumann et Oskar Morgenstern : Théorie des jeux et comportements économiques. La théorie des jeux s’applique aux situations de concurrence, que ce soit en matière politique, militaire ou économique. Dans de telles situations, deux stratégies sont possibles : la coopération et la lutte, et il existe trois classes de jeux, relevant de stratégies différentes :
    - Les jeux de coopération pure, où l’on additionne les préférences individuelles pour obtenir l’utilité collective.
    - Les jeux de lutte pure, dont le paradigme est le duel, où seules comptent des préférences individuelles antagonistes : il n’y a pas d’utilité collective possible, une préférence individuelle doit l’emporter sur les autres. Dans ce cadre, on cherche à anticiper le comportement des adversaires :
      - premièrement en délaissant leurs intentions, subjectives et par définition inaccessibles ;
      - deuxièmement en supposant leur comportement rationnel (recherche du maximum de gains pour le minimum de pertes).

    - Les jeux mixtes, où il faut prendre en compte la rationalité des divers joueurs, mais aussi l’utilité collective : des procédures de marchandage, de négociation ou d’arbitrage sont alors utilisées.
- Les représentations graphiques : les travaux en systémique ont recours fréquemment à des graphiques pour communiquer des ensembles de données qu'il serait fastidieux et contre-intuitif de présenter de manière linéaire, discursive. Trois sortes de représentations graphiques :
  - Le diagramme : représentation graphique des relations entre plusieurs ensembles. Ex : soit l'histogramme représentant le pourcentage d'enfants en échec scolaire selon les différentes catégories socioprofessionnelles. En abscisses, on a les différentes catégories socioprofessionnelles, en ordonnées, le pourcentage des enfants en échec scolaire, chaque rectangle représentant le rapport entre deux paramètres (une catégorie et un pourcentage) des deux ensembles considérés ;
  - La carte : c'est la représentation en deux dimensions d'un objet en trois dimensions (un lieu, la formation géologique d'un sous-sol, une machine, un édifice, etc.). L'exemple le plus connu est évidemment la carte géographique, dont les deux dimensions représentent la surface plane d'un site, en fonction d'une échelle donnée, la hauteur étant restituée grâce à des courbes de niveau ;
  - Le réseau : c'est le graphique des relations entre les éléments d'un même ensemble (arbre généalogique, organigramme d'une société, programme d'ordinateur, réseau routier, etc.).
- La modélisation systémique : au sens scientifique le plus général, le modèle désigne la transcription abstraite d'une réalité concrète. Les modèles sont nés des maquettes et des schémas. Aujourd'hui, les modèles cybernétiques (servant à étudier les conditions de régulation d'un système dans les sciences de l'ingénieur ou dans les sciences du vivant) et les modèles informatiques sont les plus répandus en sciences. Le langage graphique est le langage par excellence de la modélisation systémique (par exemple "Diagrammes d'influence" en Dynamique des Systèmes, "Modèles de processus et procédures" dans la méthode OSSAD)

### Domaines d’application
Cette théorie est apparue progressivement comme une approche très puissante qui a connu diverses applications, en biologie notamment, mais également dans les sciences sociales en économie ou en psychologie avec Gregory Bateson et ce que l'on a appelé l'École de Palo Alto.
Cette école est une source majeure de l'introduction des principes de la systémique dans le domaine des sciences humaines, notamment en anthropologie et en psychologie. La terminologie de théorie systémique est souvent associée à cette application où elle est en général synonyme de celle de systémique utilisée préférentiellement dans le cadre des sciences exactes.
Les principaux domaines sont les suivants :
- les sciences de la nature : les sciences de la vie et de la Terre, l’écologie[13],
- la géographie au travers de la création de modèles, et principalement la chorématique,
- les échanges économiques et l’entreprise : l’économie, le management, la bureautique,
- la méthode sociologique : la typologie des organisations, les sciences sociales, les sciences politiques,
- les recherches sur le comportement humain : les sciences cognitives, la psychologie, la thérapie familiale, les thérapies de groupe, la pédagogie, la linguistique, le coaching* la stratégie militaire,
- les recherches en ingénierie : l’informatique, l’automatique (notamment appliquée à la robotique), l’intelligence artificielle et les réseaux de communications.
- les recherches en mathématiques : la théorie des systèmes dynamiques, la théorie du contrôle.

La systémique est ainsi un nouveau paradigme qui :
- regroupe des démarches :
  - théoriques,
  - pratiques,
  - méthodologiques,
- pose des problèmes concernant les modes :
  - de l’observation,
  - de représentation,
  - de modélisation,
  - de simulation,
- se donne pour objectifs de préciser la notion de système :
  - ses frontières,
  - ses relations internes et externes,
  - ses structures,
  - ses lois ou propriétés émergentes.

## Systémique et psychothérapie
La systémique a aussi été féconde dans le domaine de la psychologie clinique, et plus particulièrement de la thérapie familiale. Ainsi, Paul Watzlawick, psychologue, psychothérapeute et psychanalyste américain, fonda dans les années 1960 les thérapies systémiques familiales. C'est une thérapie brève, par opposition aux thérapies de type psychanalytique et psychothérapie de longue durée ou de fidélisation. Elle s'est développée au sein de l'école de Palo Alto, puis en Europe avec les travaux de psychiatres comme Mara Selvini Palazzoli ou Guy Ausloos. Elle consiste dans une approche globale du problème vécu par le patient, considérant que le symptôme que celui-ci présente est le résultat d'un dysfonctionnement de l'ensemble de l'environnement dont il fait partie intégrante. Selon les systémiciens, il n'y aurait pas de fou, mais seulement des relations folles. Autrement dit, tout comportement est adopté en interaction avec autrui, enchevêtré dans un réseau relationnel.
Par exemple, considérant un alcoolique, cette approche thérapeutique va traiter l'ensemble du système relationnel de la personne, de sorte qu'elle n'ait plus l'éventuel rôle de bouc émissaire dans lequel elle a pu être placée. Le comportement d'alcoolisme peut donc avoir été adopté pour se conformer aux attentes communiquées. Dans ce cas, le thérapeute ne va pas rechercher à retracer la genèse du problème, mais plutôt chercher comment agir sur cet état relationnel pour que la « part sociale » de ce qui entraîne ce comportement cesse le plus rapidement possible (sans remettre en cause la dépendance physique).
La théorie des jeux psychiques développée par l'analyse transactionnelle s'inspire aussi, dans une moindre mesure de la systémique. Elle montre que dans une communication défaillante ou une relation pathogène, chaque acteur adapte son comportement à celui de l'autre selon un scénario prédéfini afin de maintenir l'ensemble des acteurs dans leurs états (pathogènes ou non) respectifs. Le modèle général de ces jeux psychiques est le triangle dramatique de Karpmann.

## Systémique et économie
La systémique inspire certains économistes et dirigeants pour amener des solutions non linéaires. Les politiques d'austérité par exemple, linéaires, peuvent provoquer plus de dégâts que de solutions, du moins à court terme. Les solutions systémiques, qui amènent des solutions à plusieurs enjeux au sein d'une seule mesure, ont un impact macroéconomique positif. Les liens invisibles entre les métiers, les sujets de société, sont à exploiter. L'économie systémique inventée par Michel de Kemmeter en 2012 propose 3 principes :
1. Chaque entreprise ou projet contribue au bien commun
2. Elle a 7 niveaux de bilans (terre, financier, processus, émotionnel, communication, connaissance, bien commun). Ces 5 derniers étant du capital immatériel.
3. Elle crée de la valeur dans tout son écosystème de parties prenantes, lui permettant d'activer de nouvelles ressources

Cette nouvelle théorie, s'inspirant des écosystèmes dans la nature, considère chaque acteur de société comme relié à l'ensemble. Elle amène aussi la notion de "fonctions vitales de la société" (mobilité, santé, éducation, habitat, entrepreneuriat, lien social…). Les liens entre les fonctions vitales montrent clairement comment certains métiers viennent couvrir d'autres fonctions pour innover.
Les crises globales depuis 2007 sont systémiques, c'est-à-dire, présentent par les interconnexions de leurs impacts, un risque financier systémique.

## Axiomatique
[A vérifier : il semble plutôt s'agir d'un cahier des charges que d'une base axiomatique]
Dans son ouvrage Systémique : vie et mort de la civilisation occidentale paru en 2002, Jean-Pierre Algoud propose un paradigme systémique comme base de réflexion, organisée autour de 7 axiomes fondateurs à la démarche systémique :
- Axiome 1 : « Reconstruire le système dans sa totalité » par un remembrement et un rassemblement des savoirs nécessaires à la compréhension de l'objet étudié.
- Axiome 2 : « Refondre l'apprentissage individuel des connaissances » par le développement de la polyvalence et le décloisonnement des savoirs pour une réinsertion totale de l'Homme dans l'Univers dont il est partie prenante.
- Axiome 3 : « Réintégrer l'Homme dans l'Univers » par la suppression de l'opposition entre sciences exactes (i.e. les « sciences dures ») et sciences humaines (i.e. les « sciences molles »), afin d'unifier le tandem sujet/objet.
- Axiome 4 : « Savoir énumérer les critères d'identification d'un système » afin d'éviter le flou sur l'objet étudié et formalisé par la théorie scientifique associée.
- Axiome 5 : « Maîtriser l'évolution de l'objet par la Dynamique des Systèmes » dans un cadre heuristique où le moteur de l'évolution est l'énergie.
- Axiome 6 : « Piloter le système naturel ou artificiel à l'aide de théories systémiques à caractère prédictif » dans le cadre des limites de l'évolution naturelle possibles de l'Univers.
- Axiome 7 : « Penser la Partie comme une réduction du Tout ».